# Leuggern
Leuggern (gsw. Lüggere) – gmina (niem. Einwohnergemeinde) w Szwajcarii, w kantonie Argowia, w okręgu Zurzach. Liczy 2 180 mieszkańców (31 grudnia 2020). Leży przy ujściu rzeki Aare do Renu. 

## Osoby

### urodzone w Leuggern
- Stefanie Vögele, tenisistka
- Raphaël Wicky, piłkarz

## Transport
Przez gminę przebiegają dwie drogi główne: nr 7 oraz nr 17.